# Yondu
Yondu Udonta ou simplesmente Yondu é um personagem fictício que aparece nas histórias em quadrinhos publicadas pela Marvel Comics. Em sua versão original o personagem é o último sobrevivente de sua espécie Centauriana e um membro fundador das primeiras formações da equipe Guardiões da Galáxia em uma realidade alternativa conhecida como Terra-691.
Sua segunda versão aparece nos dias atuais da Terra-616, a realidade principal do Universo Marvel onde Yondu é o líder de um grupo de piratas espaciais conhecidos como Saqueadores (Ravagers).
No UCM, Michael Rooker interpreta Yondu Udonta no filme Guardiões da Galáxia de 2014 e na sequência Guardiões da Galáxia Vol. 2 de 2017.

## Publicação
Yondu apareceu pela primeira vez na revista em quadrinhos "Marvel Super Heroes" lançada em janeiro de 1969, numa história escrita por Arnold Drake e Gene Colan, que se aproveitaram da onda sci-fi que ganhou enorme impulso com a corrida espacial americana e soviética para criar as aventuras de Yondu e seus parceiros de equipe.
Yondu retorna nos dias atuais como membro dos Guardiões na história publicada em 2014, Guardians 300, que é escrita por Dan Abnett. Abnett o descreveu como o instinto do grupo.

## Biografia ficcional do personagem

### Terra-691
Yondu Udonta era um caçador de uma tribo primitiva chamada Zatoan, seres humanóides que eram nativos do planeta Centauri-IV, o primeiro sistema planetário a ser colonizado fora do nosso sistema solar; a colonização ocorreu algum tempo durante o século XXI. Intimidados pela tecnologia superior da Terra, a maioria das tribos centaurianas estabeleceram relações pacíficas com os colonos. A tribo de Yondu, no entanto, migrou de suas florestas ancestrais para as planícies menos acessíveis, a fim de evitar o contato com os estrangeiros. 200 anos após o primeiro contato dos Centaurianos com os terráqueos, uma nave trazendo Vance Astro chegou em Centauri-IV, usando um modo antiquado de viagem estelar. Descobrindo que a Terra o tinha abandonado a seu destino séculos atrás, usando motores star-drive avançados, Astro se dispôs a realizar sua missão de reconhecimento do planeta, apesar do fato de que agora sua missão era irrelevante. Enquanto realizava sua pesquisa geofísica, Astro encontrou Yondu, que estava no meio de seu ritual de provação de virilidade.
Embora Yondu tenha tentado evitar o contato com o mundo exterior, o ataque planetário dos extraterrestres Badoon uniu os dois. Os Badoons massacraram todo o assentamento e começaram a circundar o planeta, tentando erradicar as tribos espalhadas dos Centaurianos nativos. Com a primeira evidência de hostilidades, Astro levou Yondu a bordo de sua nave de pesquisa e partiu para o planeta mais próximo conhecido no sistema estelar trinitário, Alpha Centauri.
Devido à natureza antiquada da nave de Astro, no entanto, os dois foram rapidamente ultrapassados pelos Badoons. Intrigados pela antiga nave, os Badoons não a aniquilam, mas sim a capturam e levam seus passageiros. Os dois são feitos prisioneiros pelos Badoons e levados à sua base na Terra (sendo que a Terra foi recentemente conquistada). Na Terra, os dois são levados antes de Drang, chefe da milícia Badoon, mas conseguem escapar.

Eles logo encontram outros dois fugitivos da invasão Badoon: Charlie-27 da colônia de Júpiter e Martinex da colônia de Plutão. Juntando-se para combater a opressão dos Badoons, os quatro fundam os Guardiões da Galáxia. Durante os próximos anos, os quatro sobreviventes atacam as bases avançadas dos Badoons no sistema solar, tendo sido ajudados pelo Coisa, Capitão América e Sharon Carter. Com a ajuda dos Defensores que viajavam no tempo, eles conseguem retirar todos os Badoons do domínio da Terra. Tendo assegurado a liberdade de seu povo, os Guardiões se viram incapazes de se encaixar com a vida civil do pós-guerra e deixaram a terra para explorar o espaço e proteger a galáxia.

### Terra-616
A versão da Terra-616 de Yondu foi identificada pelo escritor Sam Humphries como "o grande, grande, grande, grande, grande, grande bisavô do Yondu dos Guardiões da Galáxia originais". Yondu é o líder dos Ravagers, um grupo de piratas espaciais. Yondu encontra Peter Quill quando sua nave sofre uma avaria e o prende na Terra. Os Ravagers o resgatam enquanto Peter tenta roubar sua nave, conseguindo enganar todos os membros da tripulação e capturar Yondu. Depois que Yondu se liberta de suas restrições e ataca Peter, ele lhe dá uma escolha entre deixar-se libertar no espaço sem mais problemas ou execução. Peter, em vez disso, pede para se juntar à sua tripulação. Yondu é inicialmente cético em relação a essa ideia, mas depois que ele descobre que Peter, como ele, é um órfão sem lar, Yondu permite que ele permaneça na nave com os Ravagers como seu garoto de limpeza. Peter aproveita a oportunidade para aprender tudo o que pode do espaço. O Senhor das Estrelas faz o trabalho de limpeza para os Ravagers até que Yondu faça dele um Ravager oficial.

## Poderes e habilidades
Yondu não possui poderes sobre-humanos, mas é um místico natural, como todos de sua tribo. Yondu possui um intuitivo "sexto sentido" que lhe permite relações empáticas limitadas com outras formas de vida. Quanto maior for a forma de vida, mais limitado é o seu potencial empático.
Além disso, Yondu possui um relacionamento intuitivo e bastante místico com a natureza, particularmente com seu próprio mundo, mas também com qualquer mundo que ainda possui vida selvagem natural. Com esse tipo de relação, ele pode sentir elementos incongruentes (corpos estranhos ou substâncias) ou se concentrar em elementos específicos dentro de um todo (como a localização de uma determinada planta). Ele também é sensível aos seres e forças místicas e é capaz de detectar suas presenças e atividades sem esforço. Ao entrar em transe, Yondu é capaz de reabastecer sua própria força interior, comunicando-se com as forças naturais.
Yondu é um espécime físico acima da média de sua raça. Ele tem um pouco mais de resistência do que o macho humano médio e é cerca de 1,5 vezes mais forte que um ser humano. Yondu pode levantar cerca de 375 kg. Um aprendiz de caçador, Yondu é proficiente no uso de arco e flecha. Sua habilidade de assobiar com uma faixa de quatro oitavas facilita seus tiros com o arco. A língua nativa centauriana é um dialeto de grunhidos, cliques e assobios, mas Yondu conseguiu aprender a língua inglesa, embora seja doloroso para ele falar por muito tempo sem que sua garganta canse.

### Armas
- Flecha Yaka: Yondu usa um arco curvo de 5 pés único e um quiver composto das flechas Yaka, um metal sensível ao som encontrado apenas em Centauri-IV. Uma flecha Yaka pode realmente mudar sua direção (mas não a velocidade) em resposta a certos alto-oitavos, sons que alguns Centaurianos podem produzir. Ainda não se sabe com precisão como o assobio faz com que uma flecha Yaka se mova de tal maneira. Yondu é tão hábil em controlar suas flechas que ele pode fazer com que uma flecha volte à sua mão ou fazer seu caminho através de uma multidão de pessoas sem tocá-las. As flechas de Yondu possuem 30 cm de comprimento e são muito flexíveis. Ele carrega cerca de 20 delas ao mesmo tempo. Na realidade da marvel conhecida como Terra-19999, a flecha funciona com a ajuda de um implante de crista que intercepta os assobios de Yondu e os reenvia de modo Wireless à flecha, permitindo que ele à manipule.[7]

## Em outras mídias

### Televisão
- Yondu aparece na série animada Guardiões da Galáxia, dublado por James Arnold Taylor. Na série, Yondu é aquele por trás da abdução de Quill e quem o cria como parte dos Ravagers.

### Filmes

#### Universo Cinematográfico Marvel
- Michael Rooker interpreta Yondu Udonta no filme Guardiões da Galáxia de 2014.[8] Nesta continuidade, armado com uma flecha auto-propulsada que ele pode controlar através do assobio, Yondu é o líder de um clã de Ravagers e sequestrou Peter Quill, criando-o para ser um Ravager. Yondu inicialmente persegue Quill após roubar um artefato orbe para si mesmo em vez de entregar para os Ravagers. Após a descoberta que o orbe é uma Joia do Infinito, Quill e Gamora são capturados por Yondu, Yondu é persuadido a ajudar os Guardiões da Galáxia a impedir Ronan de usar o orbe para destruir Xandar com a promessa de reivindicar o orbe para si. No entanto, depois que Yondu reivindica o orbe de Quill e parte, ele descobre que Quill deu-lhe um orbe falso que segura uma boneca Troll para adicionar a sua coleção. Yondu e seu tenente, Kraglin, revelam em diálogo que era o pai de Quill que contratou Yondu para seqüestrar e entregar o jovem Peter Quill para ele, mas que decidiram não entregar o menino a ele porque o pai de Quill, de acordo com Yondu, era um "idiota".

- Rooker retomou o papel no filme Guardians of the Galaxy Vol. 2 de 2017. É revelado que Yondu e seu clã Ravager foram exilados da maior comunidade Ravager depois de sequestrar Peter o outros filhos de Ego, o Planeta vivo, quebrando o Código Ravager. Yondu e sua equipe são contratados em Contraxia pelos representantes da Ayesha para rastrear e capturar os Guardiões. No entanto, Yondu decide não capturar Quill e os outros e, em vez disso, quer as baterias que Rocket Raccoon roubou em Contraxia, que enfurece a maioria dos outros Ravagers, incluindo Taserface que inicia um motim, resultando em Yondu é preso com Rocket Raccoon e Groot. Ele tem sua barbatana destruída no processo por Nebulosa, ele revela que a barbatana possui a tecnologia que lhe permite controlar sua flecha. Yondu posteriormente usa uma barbatana maior que se parece mais com a usada nos quadrinhos - identificada como o protótipo da barbatana que ele usava no primeiro filme - que é recuperada por Groot. Com a ajuda deste último Ravager fiel, Kraglin, Yondu, Rocket e Groot escapam e destroem sua nave, matando todos os amotinadores. Yondu então ajuda os Guardiões a derrotar o Ego, com Rocket e Groot proclamando que ele faz parte da equipe graças a suas ações e sacrifica sua vida para salvar Peter quando saem da atmosfera do planeta, Yondu usando o último propulsor a jato, que ele dá a Peter em seu último feito especial. É revelado a razão pela qual ele manteve Quill foi porque ele percebeu que Ego havia matado todas as outras crianças que ele tinha sequestrado e dado a ele e que vendi isso, Yondu queria proteger Peter desse fim, pensando em Peter como seu filho. Durante o funeral de Yondu, Peter declara Yondu, seu verdadeiro pai. Informado sobre os últimos atos de Yondu por Rocket Raccoon, Stakar Ogord os outros Ravagers saudam Yondu como um herói por seu auto-sacrifício.

### Videogames
- Yondu aparece nos jogos, Disney Infinity: Marvel Avengers, Disney Infinity 3.0, Marvel: Avengers Alliance, Marvel: Future Fight, Marvel: Avengers Alliance 2, Guardians of the Galaxy: The Telltale Series e Marvel: Contest Of Champions.